# Singapore National Cricket Ground
Il Padang, noto anche come Singapore Cricket Club Ground, è uno storico campo da cricket situato a Singapore. Rappresenta uno dei principali luoghi sportivi e ricreativi della città ed è strettamente legato allo sviluppo del cricket locale. Con lo sfondo suggestivo della Cattedrale di Sant’Andrea, del City Hall, della Supreme Court, della National Gallery Singapore e del Central Business District, il Padang è considerato uno degli impianti sportivi più pittoreschi al mondo

## Storia
Il Padang acquisì importanza come area ricreativa a partire dalla seconda metà del XIX secolo, quando vennero fondati due club sportivi alle sue estremità: il Singapore Cricket Club (1870) e il Singapore Recreation Club (1883).  
Negli anni 1920 il campo fu utilizzato anche per l’allenamento dei cavalli e divenne il centro delle attività sportive durante le celebrazioni di Capodanno.
Lo sviluppo del cricket a Singapore subì un rallentamento durante le guerre mondiali, ma dopo la seconda guerra mondiale il Padang tornò a ospitare competizioni di rilievo, tra cui la partita amichevole con la Nazionale maschile di cricket dell'Australia in tournée nel 1959.
Nel 2003 il club ricevette l’autorizzazione a intraprendere una ristrutturazione su larga scala, del valore di circa 17 milioni di dollari, la prima dopo quasi 120 anni.  Tra i miglioramenti vi furono la creazione dello Stumps Bar, dotato di area esterna con vista sul campo, l’ammodernamento della palestra e di altre strutture sportive.
Il campo, essendo un’ampia superficie erbosa, viene inoltre utilizzato per tornei internazionali, maratone e numerose attività comunitarie

## Eventi internazionali
Il Padang è stato il primo stadio di Singapore a ospitare un One Day International (ODI).  Il debutto avvenne durante la Singer Cup 1995-96, con l’incontro tra Pakistan e Sri Lanka. Nel torneo furono disputati complessivamente cinque ODI, che videro la partecipazione anche della India..
Oltre ad accogliere competizioni locali e internazionali di calcio, rugby, hockey, cricket e frisbee, il Padang ha fatto da cornice anche a eventi di grande prestigio, tra cui il Gran Premio di Singapore, il primo al mondo disputato in notturna (dal 2008), e il Light to Night Festival organizzato dalla National Gallery Singapore, che si tiene ogni anno a partire dal 2018.